# Sonata fortepianowa nr 26 Beethovena

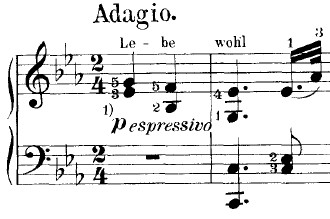
Pierwsze takty sonaty Les Adieux, ze słowem "Lebewohl" (niem "Żegnaj" wpisanym nad nutami głównego tematu

Sonata fortepianowa nr 26 Es-dur op. 81a Ludwiga van Beethovena, znana jako sonata Les Adieux – jedyna sonata programowa tego kompozytora, napisana w latach 1809–10. Należy do środkowego okresu jego twórczości. Zadedykowana została uczniowi, mecenasowi i przyjacielowi Beethovena, arcyksięciu Rudolfowi Habsburgowi.
Utwór składa się z trzech części, zatytułowanych Pożegnanie, Nieobecność oraz Powrót, przy czym oryginalne Wiedersehen oznacza dosłownie "ponowne zobaczenie", niesie więc silniejszy przekaz emocjonalny. Podobnie, samemu Beethovenowi nie podobało się francuskie tłumaczenie niemieckiego Lebewohl w postaci Adieux; uważał on wersję niemiecką za bogatszą w uczucie (skierowana jest poufale do jednej osoby: "Żegnaj"), gdy Adieux stosuje się do grup ludzi (Kolodin, 1975).

## Części utworu
1. Das Lebewohl (Les Adieux, Pożegnanie). Adagio - Allegro
2. Abwesenheit (L'Absence, Nieobecność). Andante espressivo (In gehender Bewegung, doch mit viel Ausdruck)
3. Das Wiedersehen (Le Retour, Powrót). Vivacissimamente (Im lebhaftesten Zeitmaße)